# 76-os főút (Magyarország)
A 76-os főútvonal Balatonszentgyörgytől Zalaegerszegen át Nádasd külterületén lévő, a 86-os főúttal közös, 2015-ben átadott körforgalmú csomópontjáig tart.

## Települései
Nádasd, Katafa, Hegyhátsál, Hagyárosbörönd, Bagod, Zalaegerszeg, Nagykapornak, Zalacsány, Szentgyörgyvár, Sármellék, Balatonszentgyörgy

## Története
2004. augusztus 5-én adták át Zalaegerszeg északi elkerülőjét. A 10 kilométernyi útszakasz megépítése több mint 5 milliárd forintba került és a belváros tehermentesítését szolgálja.
A főútvonalat 2010-ben elkezdték felújítani, több település mellé is elkerülő utat építenek, a veszélyes szakaszokon pedig 2x2 forgalmi sávot alakítanak ki. A beruházás eredményeként sokkal könnyebben megközelíthető lesz Zalaegerszeg az M7-es autópályáról.
2010 augusztusában indult a Hévíz elkerülő építése nettó 4,3 milliárd forintért. A beruházás 4 szakaszból állt és magába foglalta a 75-ös főút korszerűsítését, 2x1 és 2x2sávos szakaszok építését. Az elkerülő 11 km úthálózat kiépítését jelenti. Az első szakaszt Keszthely és Alsópáhok között 2012. október 5-én forgalomba helyeztük. A második szakasz a 75. sz. főút csomópontjától – Felsőpáhok - Hévíz összekötő út forgalomba helyezése 2013. szeptember 26-án történt meg.
2012. december 18-án adták át a Szentgyörgyvár és Zalaegerszeg között (27+217 – 53+933 km szelvények között) szakasz 11,5 t-s megerősítését. A munka 2009-ben indult és 2011-re kellett volna elkészülni, de a 2010-es csapadékos időjárás, valamint a régészeti feltárással kapcsolatos jogszabályváltozások hátráltatták a munkákat. A felújítás során a 27 km-es utat 2x1 sávosra, szakaszonként kapaszkodósávokkal bővítették, Zalaegerszeg előtt pedig 2x2 sávosra építették át és erősítették meg a burkolatot. Tilaj és Ligetfalva között pedig magassági korrekciót is végeztek. Több mint 10 kilométeren kapaszkodósávot építettek, továbbá két új körfogalmú és 11 új kanyarodó csomópontot alakítottak ki, illetve fél méterrel szélesítik a teljes utat.
2013-ban kezdődött a 86-os és 76-os főút Nádasd-Hegyhátsál-Katafa közös elkerülő szakaszának építése.  Az útépítéssel együtt megvalósult a 76-os főút új 2,19 km hosszú, Hegyhátsál és Katafa községek közös elkerülésére és 86-os főúti körforgalmú csomópontja is. A beruházás 2015. október 2-án került átadásra.
2014. november 27-én átadták a 11 km-es hévízi elkerülő utat. A beruházás négy tervezési szakaszból állt, kivitelezése azonban egy időben, párhuzamosan történt. Az első szakaszt Keszthely és Alsópáhok között 2012. október 5-én helyezték forgalomba. A 75-ös főút csomópontját Felsőpáhokkal és Hévízzel összekötő szakasz építése 2013. szeptember 26-án fejeződött be, míg a Hévíz - Felsőpáhok összekötő út – Zalaköszvényes közötti út kivitelezése, 2014 októberében zárult. A negyedik ütem, több mint 2 km hosszan Zalaköszvényestől indul és érinti a meglévő 7351. jelű önkormányzati út nyomvonalát, melynek korrekciójával és felújításával együtt a meglévő 76. számú főútig, azaz az alsómándpusztai csomópontig tartott és 2014 októberében zárult.
2020. szeptember 24-én elkészült a főút egy újabb, 1,5 kilométeres szakasza, amely az Alsónemesapáti járműosztályozós csomópont után indul, majd Pethőhenye külterületét, valamint Zalaegerszeg zártkerti ingatlanjait érintve csatlakozik a már korábban elkészült négysávos szakaszhoz. Az út kialakítása a korábbi 2x1 sávról 2×2 sávos főúttá bővült, középen fizikai elválasztással. A Cserlapi csomópontnál egy gyalogos aluljáró is készült, autóbusz megállóhely átépítéssel. A dombvidéki környezet miatt a 2x2 sávra bővítés nagymértékű bevágások kialakítását indokolta. A bevágások megtámasztására 440 méter hosszon változó magasságú vasbeton hézagos cölöptámfalak épültek. A fejlesztéshez kapcsolódik 850 méter burkolt szervízút megépítése is.